# Agromyza alnivora
Agromyza alnivora este o specie de muște din genul Agromyza, familia Agromyzidae, descrisă de Spencer în anul 1969. Conform Catalogue of Life specia Agromyza alnivora nu are subspecii cunoscute.